# Ninh Thuan
Ninh Thuan (på vietnamesiska Ninh Thuận), tidigare kallad Phan Rang provins, är en provins i regionen Central Coast söder om Vietnam. Provinsen består av stadsdistriktet Phan Rang-Thap Cham (huvudstaden) och sex landsbygdsdistrikt: Bac Ai, Ninh Hai, Ninh Phuoc, Ninh Son, Thuan Bac och Thuan Nam.

## Transport
Genom Ninh Thuận löper en av de viktigaste transportlederna i Vietnam. Riksväg 1A liksom järnvägen går i nord-sydlig riktning genom landskapet. Ninh Thuậns centralstation är Tháp Chàm station. Det finns också två mindre stationer: Bà Râu i distriktet Thuận Bắc i norr och Cà Ná nära den södra gränsen. Phan Rang är ansluten till Da Lat med riksväg 27 via Ngoan Muc-passet.
Ninh Thuận har tre hamnar:
- Vịnh Vĩnh Hy i nordöstra delen av Ninh Hải-distriktet
- Ninh Chu hamn i södra distriktet Ninh Hải nära Phan Rang
- Port of Cà Ná i södra delen av provinsen

Närmaste kommersiella flygplats är Cam Ranh International Airport.